# 週刊ナイナイミュージック
『週刊ナイナイミュージック』（しゅうかんナイナイミュージック）は、フジテレビ系列で2023年10月11日から毎週水曜日 23:00 - 23:30（JST）に放送されている音楽バラエティ番組で、ナインティナインの冠番組。

## 概要
番組コンセプトは「架空の音楽雑誌」。矢部浩之が編集長、岡村隆史が記者となり最新の音楽トレンドを独自の視点で発信し、さまざまな角度からアーティストの魅力を掘り下げていく。番組前半はゲストとのトークや企画、後半はスタジオライブで構成される。従来、ナインティナインがMCの番組では矢部が進行役を務める事が多かったが、当番組では岡村がスタジオの進行を担当している。
ナインティナインが新しくレギュラー冠番組を持つのはTBS系列『ナイナイの海外定住実験バラエティー 世界のどっかにホウチ民』（2015年4月 - 9月放送）以来8年半ぶり、フジテレビ系列のレギュラー番組は『めちゃ2イケてるッ!』（1996年10月 - 2018年3月放送）が終了して以来5年半ぶり。また、同局の23時台に音楽番組がレギュラー放送されるのは『Love music』（金曜時代、2015年10月 - 2017年4月放送）が枠移動して以来6年半ぶりとなる。
通常は収録だが稀に生放送を実施する場合もある。2024年7月3日には番組初の生放送を行い、同日に放送された『2024 FNS歌謡祭 夏』のスタジオから8組のアーティストがパフォーマンスを披露した。
また、2024年7月17日にはナインティナインが長年パーソナリティを務めているニッポン放送のラジオ番組『ナインティナインのオールナイトニッポン』とのコラボレーション企画として『ニッポン放送開局70周年記念 ナインティナインのオールナイトニッポンミュージック』が放送された。当日はニッポン放送のスタジオからテレビとラジオの同時生放送で行われた。
2025年4月より放送枠が10分縮小され、23:00 - 23:30の放送となった。

## 出演者
MC
- ナインティナイン
  - 矢部浩之（編集長）
  - 岡村隆史（記者）

## コーナー・企画
音楽番組ではあるが、バラエティ番組のようなコーナー・企画も多数放送されている。複数回放送されているものを記述する。

### ナイナイ差し入れ選手権
2023年11月22日より放送。

### シチュエーション別カラオケバトル
2024年1月27日より放送。

### 休日ドライブ99%オフトーク
2024年4月17日より放送。

### 日本全国 ココだけ音楽ランキング
2024年8月14日より放送。当初は「超局地的ランキング」というコーナー名だった。

### ナイナイお悩み相談ボックス
2024年9月4日より放送。

### やべっちかき氷
2024年9月18日より放送。過去に『めちゃ×2イケてるッ!』で放送されていた『やべっち寿司』のリバイバル企画。2025年1月8日・15日には『やべっち寿司』として約7年ぶりに完全復活した。

### 楽屋突撃!○○クイズ
2024年11月27日より放送。コーナー名の○○には突撃されるゲストの愛称が入る。このコーナーでは岡村が赤ブレザーを着用しハンドマイクを持って進行を担当し、矢部が解答者となる。
- 2024年11月27日…ケンティークイズ（中島健人）
- 2025年1月22日…マモクイズ（宮野真守）
- 2025年2月12日…まっすークイズ（NEWS・増田貴久）
- 2025年4月16日…くろちゃんクイズ（コブクロ・黒田俊介）
- 2025年4月23日…てごにゃんクイズ（手越祐也）
- 2025年5月28日…慎吾ちゃんクイズ（香取慎吾）
- 2025年6月11日…たかのりちゃんクイズ（西川貴教）

### 岡村SCOOP
2025年3月19日より放送。

## 放送リスト
★は生放送

### 2023年
| 回 | 放送日                   | ゲスト                                                 | ライブ                                               | 備考・他出演者                                                  |
| -- | ------------------------ | ------------------------------------------------------ | ---------------------------------------------------- | --------------------------------------------------------------- |
| 01 | 10月11日                 | 玉井詩織（ももいろクローバーZ） ファーストサマーウイカ | ---                                                  | ライブ取材：サザンオールスターズ                                |
| 02 | 10月18日                 | Mrs. GREEN APPLE 三浦大知                              | Mrs. GREEN APPLE「ANTENNA」 三浦大知「能動」         | VTR出演：新しい学校のリーダーズ                                 |
| 03 | 10月25日                 | WEST. Kyrie（アイナ・ジ・エンド）                      | WEST.「Beautiful」 Kyrie「キリエ・憐れみの讃歌」     | VTR出演：ももいろクローバーZ                                    |
| 04 | 11月01日                 | 上白石萌歌 幾田りら 宮野真守                           | EIKO「DREAMER」 宮野真守「Sing a song together」     | VTR出演：八代亜紀                                               |
| 05 | 11月08日                 | King & Prince Kroi                                     | King & Prince「愛し生きること」 Kroi「Hyper」        |                                                                 |
| 06 | 11月15日                 | なにわ男子 ano                                         | なにわ男子「I Wish」 ano「涙くん、今日もおはようっ」 | VTR出演：DJシーザー、REAL AKIBA BOYZ、上松範康                  |
| 07 | 11月22日                 | aiko NMB48 見取り図                                    | aiko「星の降る日に」 NMB48「渚サイコー!」            | VTR出演：『One Night Festival 〜天挑五歌仙大演會〜』の出演者    |
| 08 | 11月29日                 | 秋元真夏                                               | ---                                                  | ライブ取材：松任谷由実 ロケ出演：松任谷正隆 VTR出演：アナ・スイ |
| 09 | 12月20日                 | 緑黄色社会 WANIMA                                      | 緑黄色社会「花になって」 WANIMA「夏暁」              | VTR出演：大塚愛、鈴木愛理                                       |
| 10 | 12月27日 (23:15 - 23:55) | GENERATIONS Kep1er                                     | GENERATIONS「Diamonds」 Kep1er「Grand Prix」         | [ 注 6 ]                                                        |

### 2024年
| 回 | 放送日                     | ゲスト                                                                                      | ライブ | 備考・他出演者 |
| -- | -------------------------- | ------------------------------------------------------------------------------------------- | --- | --- |
| 11 | 01月17日 (23:15 - 23:55)   | Kis-My-Ft2 Liella!                                                                          | Kis-My-Ft2「HEARTBREAKER」 Liella!「シェキラ☆☆☆」 | VTR出演：茅野しのぶ |
| 12 | 01月24日                   | 関ジャニ∞                                                                                   | 関ジャニ∞「アンスロポス」 | VTR出演：『2023 FNS歌謡祭（第1夜）』の出演者                                                                                           |
| 13 | 01月31日                   | アーティストスクープ99連発                                                                  | アーティストスクープ99連発 | |
| 14 | 02月07日                   | Snow Man FRUITS ZIPPER                                                                      | Snow Man「LOVE TRIGGER」 FRUITS ZIPPER「わたしの一番かわいいところ」 | |
| 15 | 02月14日                   | INI 詩羽（水曜日のカンパネラ）                                                              | INI「LEGIT」 水曜日のカンパネラ「幽霊と作家」 | VTR出演：ももいろクローバーZ、櫻坂46、=LOVE、Little Glee Monster セントチヒロ・チッチ、本田仁美                                        |
| 16 | 02月21日                   | Awich SUPER BEAVER                                                                          | Awich「かくれんぼ」 SUPER BEAVER「幸せのために生きているだけさ」 | |
| 17 | 02月28日                   | DA PUMP TREASURE                                                                            | DA PUMP「Use Your Body」 TREASURE「BONA BONA -JP Ver.-」 | |
| 18 | 03月06日                   | Creepy Nuts AKB48                                                                           | Creepy Nuts「Bling-Bang-Bang-Born」 AKB48「カラコンウインク」 | VTR出演：フォーリンデブはっしー |
| 19 | 03月20日                   | 未公開シーン大放出SP                                                                        | 未公開シーン大放出SP | |
| 20 | 03月27日 (22:00 - 23:34)   | 福山雅治 乃木坂46 NiziU OCTPATH                                                             | 福山雅治「想望」「ひとみ」 乃木坂46「チャンスは平等」 NiziU「SWEET NONFICTION」 OCTPATH「OCTAVE」 | スタジオ出演：森田哲矢（さらば青春の光）                                                                                               |
| 21 | 04月03日                   | TUBE GACKT                                                                                  | TUBE×GACKT「サヨナラのかわりに」 | |
| 22 | 04月10日 (22:00 - 23:34)   | THE ALFEE 明石家さんま Number_i YOASOBI                                                     | THE ALFEE「ロマンスが舞い降りて来た夜」 Number_i「GOAT」 | スタジオ出演：村重杏奈 VTR出演：『to HEROes 〜TOBE 1st Super Live〜』の出演者                                                          |
| 23 | 04月17日 (23:00 - 翌0:10)  | aiko ZEROBASEONE                                                                            | aiko「相思相愛」 ZEROBASEONE「ゆらゆら -運命の花-」 | [ 注 13 ] |
| 24 | 04月24日 (23:15 - 23:55)   | WEST. 倖田來未                                                                              | WEST.「ハート」 倖田來未「Silence」 | [ 注 14 ] |
| 25 | 05月08日                   | ももいろクローバーZ Omoinotake                                                              | ももいろクローバーZ「Heroes」 Omoinotake「幾億光年」 aiko「相思相愛」 | |
| 26 | 05月15日                   | Aぇ! group                                                                                  | Aぇ! group「《A》BEGINNING」 | スタジオ出演：斎藤司（トレンディエンジェル） VTR出演：GACKT                                                                            |
| 27 | 05月22日                   | 反響を呼んだトーク&未公開SP                                                                 | 反響を呼んだトーク&未公開SP | |
| 28 | 05月29日                   | 山崎育三郎 JO1                                                                              | 山崎育三郎「Witch GAME」 JO1「Love seeker」 | |
| 29 | 06月05日                   | IMP. 新しい学校のリーダーズ                                                                 | IMP.「NINNIN JACK」 新しい学校のリーダーズ「Arigato」 | |
| 30 | 06月12日                   | なにわ男子 Kep1er                                                                           | なにわ男子「Alpha」 Kep1er「Straight Line」 | VTR出演：田辺智加（ぼる塾） |
| 31 | 06月19日                   | Travis Japan 超ときめき♡宣伝部                                                              | Travis Japan「Sweetest Tune」 超ときめき♡宣伝部「最上級にかわいいの!」 | |
| 32 | 06月26日 (23:15 - 23:55)   | SixTONES                                                                                    | SixTONES「GONG」「ここに帰ってきて」 | VTR出演：相葉雅紀（嵐） |
| 33 | 07月03日★ (23:15 - 23:55)  | INI aespa 超特急 BALLISTIK BOYZ 東方神起 TREASURE Little Glee Monster NEWS                  | INI「LOUD」 aespa「Hot Mess」 超特急「ジュブナイラー」 BALLISTIK BOYZ「HIGHER EX」 東方神起「Hot Hot Hot」 TREASURE「KING KONG」 Little Glee Monster「ORIGAMI」 NEWS「Happy Birthday」                                                                   | [ 注 17 ] |
| 34 | 07月10日                   | 2024 FNS歌謡祭 夏の裏側徹底取材                                                             | 2024 FNS歌謡祭 夏の裏側徹底取材 | |
| 35 | 07月17日★ (23:00 - 翌0:00) | SUPER EIGHT 渋谷龍太（SUPER BEAVER） EXILE NAOTO EXILE TAKAHIRO 森高千里                    | 森高千里「雨」 | |
| 36 | 07月24日                   | 三宅健 THE RAMPAGE                                                                          | 三宅健「ホーンテッド」 THE RAMPAGE「24karats GOLD GENESIS」 | |
| 37 | 07月31日                   | DA PUMP Da-iCE                                                                              | DA PUMP「Pump It Up! feat.TAKUMA THE GREAT」 Da-iCE「I wonder」 | スタジオ出演：YOUTEE（KOSÉ 8ROCKS）、YU-KI（KOSÉ 8ROCKS）                                                                              |
| 38 | 08月07日                   | バズり企画大放出SP                                                                          | バズり企画大放出SP | VTR出演：清塚信也 |
| 39 | 08月14日                   | .ENDRECHERI. &TEAM                                                                          | .ENDRECHERI.「MYND」 &TEAM「青嵐 (Aoarashi)」 | VTR出演：『TIF2024』の出演者 |
| 40 | 08月21日                   | ゴールデンボンバー =LOVE THE BOYZ NEXZ 乃紫 舟津真翔 片寄涼太 NOA                           | ゴールデンボンバー「イイね」「女々しくて」 =LOVE「絶対アイドル辞めないで」 THE BOYZ「Gibberish」 NEXZ「Ride the Vibe (Japanese Ver.)」 乃紫「ハニートラップ」 舟津真翔「一目惚れ」 片寄涼太「tenkiame」 NOA「COLORS」                                    | [ 注 20 ] |
| 41 | 08月28日                   | 北山宏光 TWS                                                                                | 北山宏光「COMIC」 TWS「If I'm S, Can You Be My N?」 | [ 注 20 ] |
| 42 | 09月04日                   | アーティストがナイナイにお悩み相談&絶品グルメSP                                             | アーティストがナイナイにお悩み相談&絶品グルメSP | VTR出演：ゴールデンボンバー、髙松瞳（=LOVE）、野口衣織（=LOVE） チュ・ハンニョン（THE BOYZ）、片寄涼太、北山宏光                       |
| 43 | 09月11日                   | DISH// ME:I                                                                                 | サザンオールスターズ「恋のブギウギナイト」 DISH//「プランA」 ME:I「Hi-Five」 | VTR出演：サザンオールスターズ、『新宿野戦病院』の出演者 堤礼実（フジテレビアナウンサー）                                               |
| 44 | 09月18日 (22:00 - 23:34)   | Hey! Say! JUMP                                                                              | Hey! Say! JUMP「UMP」 | 【やべっちかき氷】 東方神起、Da-iCE、倖田來未、NiziU、浜崎あゆみ、WEST.                                                                |
| 45 | 10月09日 (23:15 - 23:55)   | ano JO1                                                                                     | ano「許婚っきゅん」 JO1「WHERE DO WE GO」 | [ 注 24 ] |
| 46 | 10月23日                   | 木村カエラ eill SHOW-WA                                                                     | 木村カエラ「Twenty」 eill「革命前夜」 SHOW-WA「君の王子様」 | VTR出演：鈴鹿央士、松本穂香 |
| 47 | 10月30日                   | Snow Man                                                                                    | Snow Man「EMPIRE」 | VTR出演：堤礼実（フジテレビアナウンサー）                                                                                              |
| 48 | 11月06日                   | Perfume 木梨憲武 AK-69                                                                      | Perfume「Cosmic Treat」 木梨憲武「No Limit feat. AK-69」 | |
| 49 | 11月13日                   | 東方神起 INI                                                                                | 東方神起「SWEET SURRENDER」 INI「WMDA (Where My Drums At)」 | VTR出演：堤礼実（フジテレビアナウンサー）                                                                                              |
| 50 | 11月20日                   | timelesz 超特急                                                                             | timelesz「because」 超特急「AwA AwA」 | スタジオ出演：9番街レトロ VTR出演：川崎フロンターレの選手                                                                              |
| 51 | 11月27日                   | 中島健人                                                                                    | 中島健人「ピカレスク」 | 【やべっちかき氷】 HIRO、三代目 J SOUL BROTHERS、白濱亜嵐、片寄涼太、中務裕太、陣、武知海青、世界、佐藤大樹、THE JET BOY BANGERZ、f5ve |
| 52 | 12月11日★                  | EXILE TAKAHIRO OCTPATH DA PUMP + Shigekix & HIRO10 なにわ男子 NOA BABYMONSTER RIIZE Liella! | 出演者全員「サンタが町にやって来る」 EXILE TAKAHIRO「Winter Song」 DA PUMP + Shigekix & HIRO10「Pump It Up! feat. TAKUMA THE GREAT」 なにわ男子「勇気100％」 NOA「Christmas Lights」 BABYMONSTER「DRIP」 RIIZE「Boom Boom Bass」 Liella!「Let's be ONE」 | 週刊ナイナイミュージック プレゼンツ FNS後夜祭                                                                                          |
| 53 | 12月18日                   | ナイナイお悩み相談ボックス in ナイナイANN歌謡祭                                             | ナイナイお悩み相談ボックス in ナイナイANN歌謡祭 | VTR出演：秋山竜次、ano、久保史緒里、鈴木雅之、KIMI・U-YEAH                                                                             |

### 2025年
| 回 | 放送日                  | ゲスト                                                               | ライブ | 備考・他出演者                                                                          |
| -- | ----------------------- | -------------------------------------------------------------------- | --- | --------------------------------------------------------------------------------------- |
| 54 | 1月08日                 | 柴咲コウ Number_i Mrs. GREEN APPLE                                   | --- | 【やべっち寿司 お立ち寄りゲスト】 AI 、THE RAMPAGE、東方神起、TREASURE、NiziU、三浦大知 |
| 55 | 1月15日 (23:15 - 23:55) | Kis-My-Ft2 赤えんぴつ 乃木坂46                                       | Kis-My-Ft2「Meramera」 | 【やべっち寿司 お立ち寄りゲスト】 工藤静香、ゴスペラーズ、Snow Man、増田貴久、宮野真守  |
| 56 | 1月22日                 | 宮野真守 ONE N' ONLY                                                 | 宮野真守「DRESSING」 ONE N' ONLY「Fiesta」 |                                                                                         |
| 57 | 1月29日                 | FANTASTICS NiziU                                                     | FANTASTICS「TOP PF THE GAME」 NiziU「AWAKE」 |                                                                                         |
| 58 | 2月05日                 | HY SKI-HI                                                            | HY「恋をして」 SKY-HI「ID」「It's OK」「何様」 |                                                                                         |
| 59 | 2月12日                 | 高畑充希 増田貴久                                                    | 高畑充希「She Used To Be Mine あのこは私のものだった」 増田貴久「喜怒哀楽」 |                                                                                         |
| 60 | 2月19日                 | Aぇ! group 岩田剛典                                                  | Aぇ! group「Hello」 岩田剛典「Phone Number」 |                                                                                         |
| 61 | 2月26日                 | .ENDRECHERI. AI                                                      | .ENDRECHERI.「super special music」 AI 「NAKAMA」「Story」 |                                                                                         |
| 62 | 3月05日                 | なにわ男子 =LOVE                                                     | なにわ男子「Doki it」 =LOVE「とくべチュ、して」 |                                                                                         |
| 63 | 3月12日                 | King & Prince Travis Japan                                           | King & Prince「HEART」 Travis Japan「Say I do」 |                                                                                         |
| 64 | 3月19日                 | THE RAMPAGE 礼賛                                                     | THE RAMPAGE「蜘蛛の糸」 礼賛「鏡に恋して」 |                                                                                         |
| 65 | 3月26日                 | 東方神起                                                             | |                                                                                         |
| 66 | 4月02日                 | ILLIT TREASURE LE SSERAFIM                                           | |                                                                                         |
| 67 | 4月09日                 | 水樹奈々 ME:I                                                        | 水樹奈々「拍動」 ME:I「MUSE」 |                                                                                         |
| 68 | 4月16日                 | コブクロ 上白石萌歌                                                  | コブクロ「この地球の続きを」 EIKO「Count on me」 | 【日本全国ココだけ音楽ランキング 〜生涯ヘビロテソング編〜】 山田涼介 (Hey! Say! JUMP)   |
| 69 | 4月23日                 | 手越祐也 Little Glee Monster                                         | 手越祐也「Never-ending」 Little Glee Monster「For Decades」 | 【日本全国ココだけ音楽ランキング 〜生涯ヘビロテソング編〜】 松本若菜                    |
| 70 | 4月30日                 | GENERATIONS &TEAM                                                    | GENERATIONS「Two Steps Back」 &TEAM「Go in Blind (月狼)」 | 【日本全国ココだけ音楽ランキング 〜生涯ヘビロテソング編〜】 北川景子                    |
| 71 | 5月14日                 | 人気アーティストのまだまだあった衝撃スクープSP！                     | | 【日本全国ココだけ音楽ランキング 〜生涯ヘビロテソング編〜】 松田元太 (Travis Japan)     |
| 72 | 5月21日                 | Hey! Say! JUMP CUTIE STREET                                          | Hey! Say! JUMP「encore」 CUTIE STREET「かわいいだけじゃだめですか？」 | 【日本全国ココだけ音楽ランキング 〜学生時代に聴いていた青春ソング編〜】 伊原六花        |
| 73 | 5月28日                 | 香取慎吾                                                             | 香取慎吾「夢々Ticket（feat.緑黄色社会）」 | 【日本全国ココだけ音楽ランキング 〜学生時代に聴いていた青春ソング編〜】 松本まりか      |
| 74 | 6月04日                 | timelesz                                                             | timelesz「ワンアンドオンリー」 |                                                                                         |
| 75 | 6月11日                 | 西川貴教 PSYCHIC FEVER                                               | 西川貴教「HEROES」 PSYCHIC FEVER「Gelato」 | 【日本全国ココだけ音楽ランキング 〜生涯ヘビロテソング編〜】 伊野尾慧 (Hey! Say! JUMP)   |
| 76 | 6月18日                 | Stray Kids INI                                                       | Stray Kids「Hollow」 INI「DOMINANCE」 | 【日本全国ここだけ音楽ランキング～レディオと言っている曲編～】 田辺誠一                 |
| 77 | 6月25日                 | なにわ男子 シャイトープ                                              | なにわ男子「ギラギラサマー」 シャイトープ「It's myself」 | 【日本全国ここだけ音楽ランキング～学生時代に聴いていた青春ソング編～】 芳根京子         |
| 78 | 7月02日★                | =LOVE IS:SUE TREASURE Travis Japan 宮野真守 ももいろクローバーZ YUTA | =LOVE 「とくべチュ、して」 IS:SUE 「NO Game Over」 TREASURE 「SARURU」 Travis Japan 「バーニング・ラヴ」 宮野真守 「DRESSING」 ももいろクローバーZ 「Event Horizon」 YUTA 「TWISTED PARADISE」 | 週刊ナイナイミュージック プレゼンツ FNS後夜祭 SP                                        |
| 79 | 7月09日                 | 工藤静香 北山宏光                                                    | 工藤静香「海燕」 北山宏光「波紋-HAMON-」 |                                                                                         |
| 80 | 7月16日                 | ORANGE RANGE HANA                                                    | ORANGE RANGE「イケナイ太陽」 HANA「Blue Jeans」 |                                                                                         |
| 81 | 7月23日                 | 草彅剛 中島健人 こっちのけんと HANA LE SSERAFIM                      | | 「FNS歌謡祭 夏」の舞台裏で勝手に”クイズ！FNS歌謡祭”前編                                 |
| 82 | 7月30日                 | CUTIE STREET timelesz 東方神起 NiziU NEWS                            | | 「FNS歌謡祭 夏」の舞台裏で勝手に”クイズ！FNS歌謡祭”後編                                 |
| 83 | 8月06日                 | 郷ひろみ aoen                                                        | 郷ひろみ「最恐無敵のDong Dong Dong!」 aoen「青い太陽（The Blue Sun）」 |                                                                                         |
| 84 | 8月13日                 | RIP SLYME ENHYPEN                                                    | RIP SLYME「熱帯夜」 ENHYPEN「Shine On Me」 |                                                                                         |
| 85 | 8月20日                 | SKY-HI M!LK                                                          | SKY-HI「At The Last」 M!LK「アオノオト」 |                                                                                         |

## 生放送

### 週刊ナイナイミュージックプレゼンツFNS後夜祭
『2024 FNS歌謡祭 夏』より、『FNS歌謡祭』・『FNS歌謡祭 夏』の放送終了後に事実上の延長戦としてFNS歌謡祭のスタジオセットから引き続き生放送を実施している。

### ナインティナインのオールナイトニッポンミュージック
2024年7月14日23:00 - 翌0:00生放送。
ナインティナインが長年『ナインティナインのオールナイトニッポン』を担当しているニッポン放送の開局70周年を記念したコラボ企画で、テレビのフジテレビとラジオのニッポン放送で同時生放送が行われた。

## 特別号
2023年11月12日、レギュラー放送の未公開シーンを中心に振り返る『週刊ナイナイミュージック特別号』（日曜日 14:30 - 14:55（JST）、一部地域を除く）が放送された。

## エンディングテーマ
| アーティスト名                     | 曲名                      | 期間                    | 備考 |
| ---------------------------------- | ------------------------- | ----------------------- | ---- |
| ナオト・インティライミ             | 夕暮れノスタルジー        | 2023年10月・11月度      |      |
| ザ・リーサルウェポンズ             | ボウズ                    | 2023年12月・2024年1月度 |      |
| ゴホウビ                           | ラブシャッフル            | 2024年2月・3月度        |      |
| 超特急                             | ジュブナイラー            | 2024年4月・5月度        |      |
| DOBERMAN INFINITY                  | ラストフォーエバー        | 2024年6月・7月度        |      |
| BOYNEXTDOOR                        | GOOD DAY                  | 2024年8月・9月度        |      |
| Like a Record round! round! round! | 本g心g                    | 2024年10月・11月度      |      |
| KJRGL                              | Beautiful Dream           | 2024年12月・2025年1月度 |      |
| asobi                              | Dolphin Dance             | 2025年2月・3月度        |      |
| 遊助                               | Ghost Fork 遊turing Alisa | 2025年4月・5月度        |      |
| OCTPATH                            | また夏に帰ろう            | 2025年6月・7月度        |      |

## ネット局
| 放送対象地域   | 放送局                    | 系列                                         | 放送時間（JST）              | ネット状況 | 備考             |
| -------------- | ------------------------- | -------------------------------------------- | ---------------------------- | ---------- | ---------------- |
| 関東広域圏     | フジテレビ（CX）          | フジテレビ系列                               | 水曜 23:00 - 23:40           | 【制作局】 |                  |
| 北海道         | 北海道文化放送（uhb）     | フジテレビ系列                               | 水曜 23:00 - 23:40           | 同時ネット |                  |
| 岩手県         | 岩手めんこいテレビ（mit） | フジテレビ系列                               | 水曜 23:00 - 23:40           | 同時ネット |                  |
| 宮城県         | 仙台放送（OX）            | フジテレビ系列                               | 水曜 23:00 - 23:40           | 同時ネット |                  |
| 秋田県         | 秋田テレビ（AKT）         | フジテレビ系列                               | 水曜 23:00 - 23:40           | 同時ネット |                  |
| 山形県         | さくらんぼテレビ（SAY）   | フジテレビ系列                               | 水曜 23:00 - 23:40           | 同時ネット |                  |
| 福島県         | 福島テレビ（FTV）         | フジテレビ系列                               | 水曜 23:00 - 23:40           | 同時ネット |                  |
| 新潟県         | NST新潟総合テレビ（NST）  | フジテレビ系列                               | 水曜 23:00 - 23:40           | 同時ネット |                  |
| 長野県         | 長野放送（NBS）           | フジテレビ系列                               | 水曜 23:00 - 23:40           | 同時ネット |                  |
| 静岡県         | テレビ静岡（SUT）         | フジテレビ系列                               | 水曜 23:00 - 23:40           | 同時ネット |                  |
| 富山県         | 富山テレビ（BBT）         | フジテレビ系列                               | 水曜 23:00 - 23:40           | 同時ネット |                  |
| 石川県         | 石川テレビ（ITC）         | フジテレビ系列                               | 水曜 23:00 - 23:40           | 同時ネット |                  |
| 福井県         | 福井テレビ（FTB）         | フジテレビ系列                               | 水曜 23:00 - 23:40           | 同時ネット |                  |
| 中京広域圏     | 東海テレビ（THK）         | フジテレビ系列                               | 水曜 23:00 - 23:40           | 同時ネット |                  |
| 近畿広域圏     | 関西テレビ（KTV）         | フジテレビ系列                               | 水曜 23:00 - 23:40           | 同時ネット |                  |
| 島根県・鳥取県 | さんいん中央テレビ（TSK） | フジテレビ系列                               | 水曜 23:00 - 23:40           | 同時ネット |                  |
| 岡山県・香川県 | 岡山放送（OHK）           | フジテレビ系列                               | 水曜 23:00 - 23:40           | 同時ネット |                  |
| 広島県         | テレビ新広島（tss）       | フジテレビ系列                               | 水曜 23:00 - 23:40           | 同時ネット |                  |
| 愛媛県         | テレビ愛媛（EBC）         | フジテレビ系列                               | 水曜 23:00 - 23:40           | 同時ネット |                  |
| 高知県         | 高知さんさんテレビ（KSS） | フジテレビ系列                               | 水曜 23:00 - 23:40           | 同時ネット |                  |
| 福岡県         | テレビ西日本（TNC）       | フジテレビ系列                               | 水曜 23:00 - 23:40           | 同時ネット |                  |
| 佐賀県         | サガテレビ（sts）         | フジテレビ系列                               | 水曜 23:00 - 23:40           | 同時ネット |                  |
| 長崎県         | テレビ長崎（KTN）         | フジテレビ系列                               | 水曜 23:00 - 23:40           | 同時ネット |                  |
| 熊本県         | テレビ熊本（TKU）         | フジテレビ系列                               | 水曜 23:00 - 23:40           | 同時ネット |                  |
| 鹿児島県       | 鹿児島テレビ（KTS）       | フジテレビ系列                               | 水曜 23:00 - 23:40           | 同時ネット |                  |
| 沖縄県         | 沖縄テレビ（OTV）         | フジテレビ系列                               | 水曜 23:00 - 23:40           | 同時ネット |                  |
| 宮崎県         | テレビ宮崎（UMK）         | フジテレビ系列 日本テレビ系列 テレビ朝日系列 | 月曜 0:55 - 1:35（日曜深夜） | 遅れネット | [ 20 ] [ 注 26 ] |

## スタッフ
- ナレーション：伊藤利尋・鈴木唯（#20[注 27]・48 - ）（共にフジテレビアナウンサー）
- TD：米山和孝（フジテレビ）
- SW：真野昇太
- CAM：長尾康平、大井允人（#47 - ）
- VE：杉本雄亮
- LD：野原健也
- AUD：伊藤裕二
- PA：築舘幸宣
- 美術制作：三竹寛典（フジテレビ / フジアール）[21]
- セットデザイン：小濵まほろ（フジテレビ / フジアール）[21]
- アートコーディネーター：高木翔瑛（フジアール）
- 大道具：宮路博貴[21]・渡辺桃加[21]（共にチトセアート）
- 視覚効果：倉谷美奈絵（東京特殊効果）[21]
- アクリル装飾：犬塚健（ナカムラ綜美）[21]
- メイク：山田かつら[21]
- 楽器：松田藍美
- モニター：齋藤淳之介（#33はLED）
- 編集：永井慎二、小島嘉隆（共に以前は週替わり）
- MA：藤井啓介
- 音響効果：温水義成
- イラスト：NEONERDYBOY
- レシピ監修：瓜生舞子（#51）【不定期】
- 技術協力：fmt、共テレ、東京TUBE、サンフォニックス【毎週】、よしもとブロードエンタテインメント【不定期】
- カラオケ音源協力：DAM（第一興商）【不定期】
- 制作協力：BEE BRAIN、イースト（#22 - ）[注 28]
- 広報：深田梨沙（フジテレビ、#50 - ）
- TK：平野美紀子
- デスク：富張明子
- 構成：町田裕章、ゆーやん
- 制作進行：渡辺由貴
- ディレクター：黒岩栄治（アクシーズ）、樋川優美、吉本裕亮、萩原渓太郎（フジテレビ、#26 - ）、松清弘卓・浅尾和寿（共にBEE BRAIN）、高木靖也、阪本玲以、小野瀬瑞貴、小板航（阪本〜小板→#22 - ）
- 協力プロデューサー：神夏磯秀・内藤豊・深野守宏（#34 - ）・土屋直喜（共に吉本興業）
- プロデューサー：後藤夏美、岩田惠（クリエイターズボックス）、大平智恵（BEE BRAIN）、宇賀神裕子（E&W→イースト、#22 - ） / 中村峰子・太田秀司（#22 - ）（共にフジテレビ）
- Special Thanks：片岡飛鳥（とぶとりっぷ）、笠松広司（デジタルサーカス）（共に#44・51）【不定期】
- 演出：城山海周（フジテレビ、#34 - ）
- 総合演出・チーフプロデューサー：浜崎綾（フジテレビ）
- 協力：吉本興業
- 企画制作：フジテレビスタジオ戦略本部第3スタジオ[注 29]
- 制作著作：フジテレビ

### 過去のスタッフ
- ナレーション：内田嶺衣奈（#1 - 13・15 - 19・21 - 27・29 - 47）・原田葵（#14）・松村未央（#28）・佐野瑞樹（#32）（共にフジテレビアナウンサー）[注 27]
- CAM：袖垣竜也、中島佑馬（#33）、涌(湧)田尚孝（fmt、#39 - 41・45・46・49・50）
- VE：皆本翔太（#35）、岩切理子（フジテレビ、#39 - 41・45 - 49）
- LD：西野大介（#43・50）
- AUD：山崎勝彦
- LSM：中山隆（#33）
- 回線：菊地道元（#35）
- アートコーディネーター：鈴木あみ（フジアール）[21]
- 大道具：藤沢和雄（チトセアート、#33）
- アクリル装飾：伊藤幸枝（ナカムラ綜美、#33）
- アートフレーム：石井智之（エスケイシステム、#33）
- 電飾：窪田紗彩（#33）
- 植木装飾：後藤健（野沢園、#33）
- 生花装飾：荒川直史（京花園、#33）
- 幕装飾：西村怜子（nu-nu-nu-、#33）
- LED：河本祥太（#33）
- スタジオCG：笹生宗慶（#33）
- テロップ送出：草崎祐一郎（#33）
- 編集：石塚詩絵里、葉柴栄次、久世圭子（#33）
- CG：渡辺之雄（#43）
- レシピ協力：つぼ実（#44）[22]
- 技術協力：放映サービス（#33）、田中電設工業（#33）、ニューテレス（#33）、ワンツー・ワンツー（#33）、ウエストワン（#33）、明光セレクト（#33）、ピーシーライツ（#33）、デジデリック（#33）、MTプランニング（#33）、CODE（#33）
- 美術協力：フジアール（#33）
- 制作協力：FUN-CREATE株式会社（#10）[23]、有限会社リトルベア、ハーフトーンミュージック（#35）
- 編成：長嶋大介・水戸祐介（#33）（共にフジテレビ）
- 広報：小穴浩司（#1 - 33）・木下悠貴（#34 - 49）（共にフジテレビ）
- ディレクター：後藤悠樹、野原理奈
- フロアディレクター：大野悟（クリーク・アンド・リバー社、#43）
- ドラマプロデュース：野田悠介（フジテレビ、#43）
- 協力プロデューサー：田中秀樹（吉本興業、#1 - 33）
- 演出：山田賢太郎（フジテレビ、#1 - 33）
- 制作：太田一平（フジテレビ、#1 - 33）
- 協力：ニッポン放送（#35）